# Presidentiële crisis in Venezuela in 2019
De presidentiële crisis in Venezuela begon op 10 januari 2019, toen Nicolás Maduro officieel begon aan zijn tweede ambtstermijn als president. Twee weken na Maduro's inauguratie verklaarde oppositieleider Juan Guaidó zichzelf tot Maduro's opvolger, en kreeg de steun van een deel van de Venezolaanse bevolking.

## Voorgeschiedenis

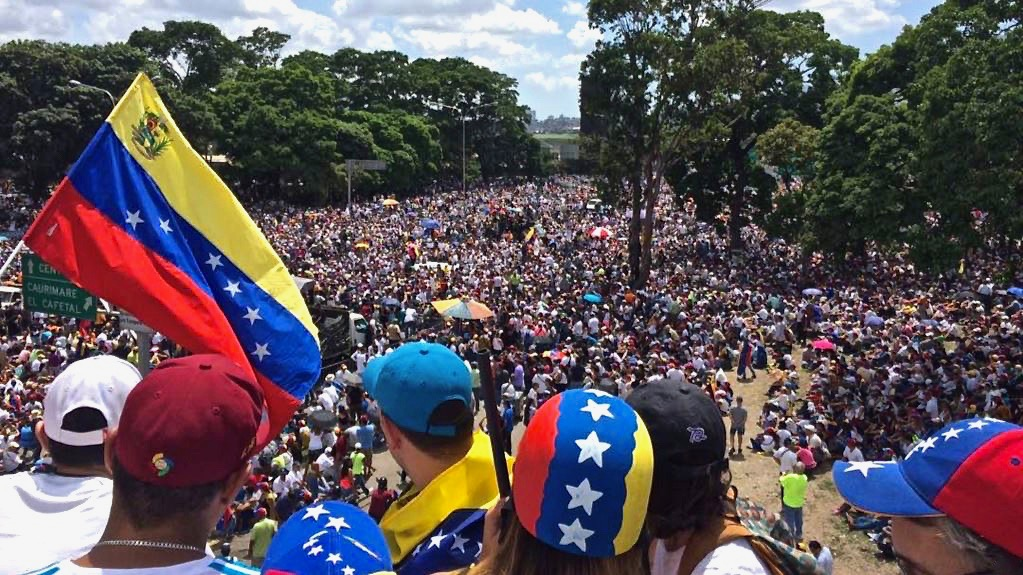
Demonstranten tijdens de We Are Millions march, 2017

Sinds 2010 kampt Venezuela met een sociaal-economische crisis. Er heerst in het land een groot voedseltekort, naast een gebrek aan allerlei andere voorzieningen. Ook is er sprake van een hoge werkloosheid, hyperinflatie en veel criminaliteit. De situatie verergerde met het aantreden van Maduro in maart 2013. De oppositie beschouwde reeds toen Maduro's presidentschap als ongrondwettelijk. De ontevredenheid onder de bevolking over de huidige regering nam hierna steeds verder toe.
Na de parlementsverkiezingen van december 2015 behaalde de oppositie voor het eerst sinds 1999 een meerderheid in de Nationale Assemblée, het Venezolaanse parlement. Kort voor het aantreden van de nieuwe Nationale Assemblée, vulde het oude parlement het Venezolaans hooggerechtshof (Tribunal Supremo de Justicia), de hoogste rechterlijke instantie in Venezuela, met sympathisanten van Maduro, waardoor een gekwalificeerde meerderheid van de oppositie tegen Maduro werd voorkomen.
In januari 2016 verklaarde de Nationale Assemblée dat er in het land sprake was van een humanitaire crisis, met name vanwege het grootschalige gebrek aan medicijnen.
Eind maart 2017 brak er in het land een constitutionele crisis uit, toen het Venezolaans hooggerechtshof het parlement officieel liet ontbinden. Inmiddels trok Maduro met hulp van het hooggerechtshof steeds meer macht naar zich toe. Toen de protesten onder de bevolking almaar toenamen en steeds meer mensen Maduro's aftreden eisten, probeerde Maduro de uit 1999 daterende grondwet te laten wijzigen. Op 4 augustus 2017 werd hiertoe de Venezolaanse grondwetgevende vergadering opgericht, die door veel landen echter niet wordt erkend.

## Verloop presidentiële crisis

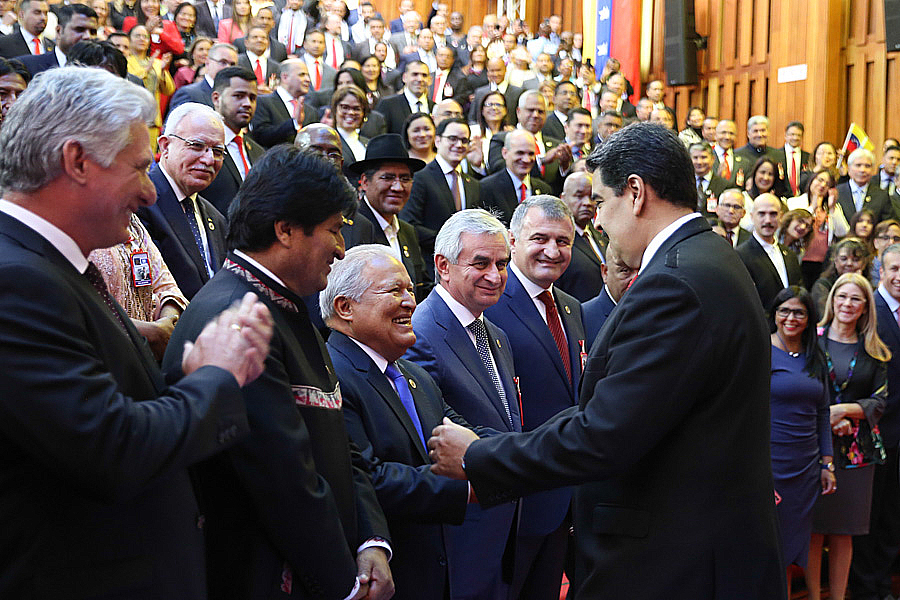
Maduro's tweede inauguratie, in aanwezigheid van de El Salvadorese president Salvador Sánchez Cerén

### Tweede termijn Maduro
In mei 2018 won Maduro de presidentsverkiezingen, die echter omstreden waren verlopen en door de oppositie werden geboycot. Op 10 januari 2019 werd Maduro geïnaugureerd voor zijn tweede termijn als president. Nog diezelfde dag nam de Organisatie van Amerikaanse Staten een speciale resolutie aan, waarin Maduro's presidentschap ongeldig werd verklaard en een oproep werd gedaan tot nieuwe verkiezingen. Enkele dagen voor Maduro's tweede inauguratie was rechter Christian Zerpa uit onvrede over Maduro's aanblijven naar de Verenigde Staten gevlucht. Van de kant van de oppositie werd geprobeerd belangrijke legerofficieren ertoe te bewegen zich van Maduro af te keren. Ook waren er al concrete plannen voor een overgangsregering.

### Zelfverklaard presidentschap Guaidó

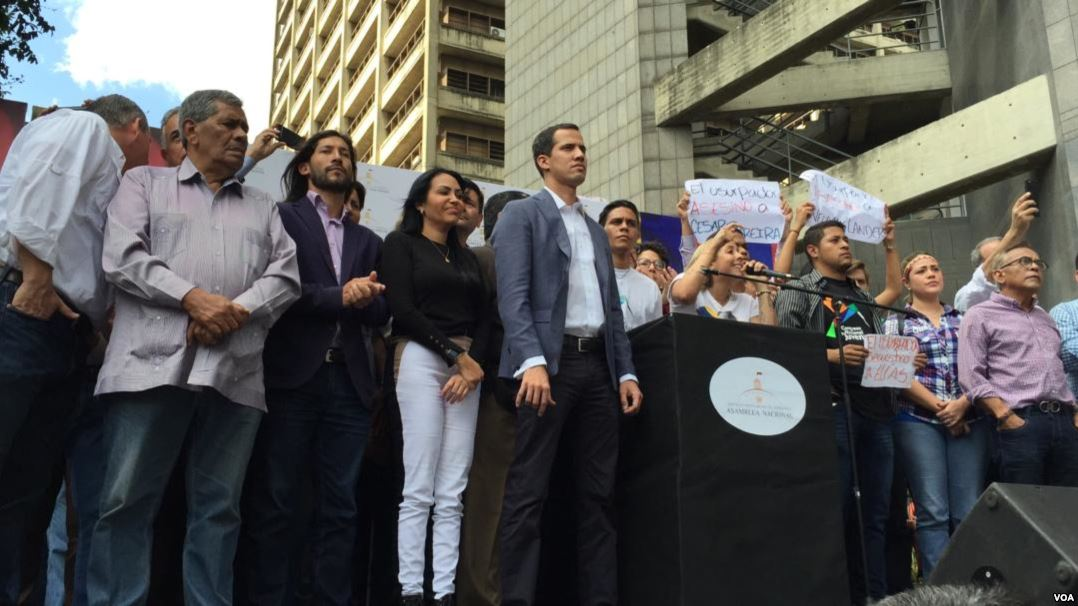
Guaidó samen met oppositieleden tijdens een open calbido, 11 januari 2019

Juan Guaidó, de nieuwe leider van de Nationale Assemblée, verklaarde op 11 januari, de eerste dag na Maduro's inauguratie, tijdens een "open cabildo" in Caracas dat hij de macht in het land nu overnam. Hij deed hiervoor speciaal een beroep op de grondwettelijke artikelen 233, 350 en 333.
Op 13 januari werd Guaidó korte tijd gearresteerd door SEBIN, de Venezolaanse inlichtingendienst.
Op 15 januari keurde de Nationale Assemblée een maatregel goed die het mogelijk maakte om aan tientallen buitenlandse regeringen te vragen de bankrekeningen van Maduro te bevriezen. Guaidó verklaarde zichzelf op 23 januari officieel tot interim-leider en legde ook de presidentiële eed af.
Het hooggerechtshof bleef aan de kant van Maduro staan en verklaarde de Nationale Assemblée als zodanig onwettig.
Op 1 mei verklaarde Maduro dat de couppoging was mislukt.

### Nieuwe maatregelen
Van 12 tot 18 januari werd in heel Venezuela de toegang tot Wikipedia geblokkeerd, nadat in het Spaanstalige artikel over Guaidó was vermeld dat hij de nieuwe president was. Voor gebruikers van CANTV werd de toegang tot sommige sociale media geblokkeerd, net als livestreams waarin speeches van Guaidó werden uitgezonden.
Op 6 februari blokkeerden Venezolaanse militairen een autosnelwegbrug bij de grens met Colombia, waardoor hulpgoederen van buitenaf het land niet in konden. De weken daarna bleef de blokkade in stand. Bij confrontaties tussen het leger en tegenstanders van Maduro vielen twee doden.

## Internationale reacties en steun

Overzicht van landen die Guaidó, Maduro dan wel de Nationale Assemblée steunen, of zich neutraal opstellen (situatie in juli 2019)

De Amerikaanse president Donald Trump erkende Guaidó's zelfbenoemde presidentschap onmiddellijk. Maduro beschuldigde in reactie de VS ervan een coup te steunen, en zei dat alle Amerikaanse diplomaten binnen 72 uur het land moesten verlaten. De mogelijkheid van een militaire interventie in Venezuela is meermaals besproken, onder meer binnen de Amerikaanse regering.
In juni 2019 werd Guaidó's aanspraak op het presidentschap wereldwijd gesteund door 54 landen, waaronder de Verenigde Staten, Canada en de meeste West-Europese landen. Tot de landen die anderzijds Maduro bleven steunen behoren China, Cuba, Iran, Rusland, Syrië en Turkije.